# Orka na Ukrainie (obraz Leona Wyczółkowskiego)
Orka na Ukrainie – obraz olejny Leona Wyczółkowskiego namalowany w 1892.
Obraz obecnie znajduje się w zbiorach Muzeum Narodowego w Krakowie (nr inw.: MNK II-b-831), gdzie trafił w 1920 jako dar. Wymiary dzieła wynoszą: wysokość: 73 cm, szerokość: 121,5 cm. Na obrazie znajduje się sygnatura L. Wyczółkowski 1892.
Dzieło, namalowanie w latach 90. XIX wieku, bliskie jest założeniom francuskiego impresjonizmu. Wykorzystana została w nim technika melanżu optycznego, czyli kładzenia obok siebie drobnych plamek pigmentu, które zlewają się w oku widza. Jednak w przeciwieństwie do jednej z zasad impresjonizmu zalecającej malować alla prima, obraz Wyczółkowskiego powstał w pracowni na podstawie studiów wykonanych w plenerze.

## Udział w wydarzeniach
Obraz był lub jest prezentowany m.in. na poniższych wystawach:
- Leon Wyczółkowski / II edycja, 2003-08-08 - 2003-09-28; Muzeum Historii Miasta Łodzi
- Leon Wyczółkowski / III edycja, 2003-10-06 - 2003-11-30; Agencja KONTAKT
- Leon Wyczółkowski 1853-1936. W 150. rocznicę urodzin artysty, 2003-12-15 - 2004-02-29; Zamek Książąt Pomorskich w Szczecinie
- #dziedzictwo; Muzeum Narodowe w Krakowie